# Sharif
Sharīf (arabiska: شريف, ädling) är en arabisk hederstitel som används för ättlingar till profeten Muhammed.
I den sunnitiska delen av arabvärlden används benämningen sharif för ättlingar till Hasan ibn Ali, jämfört med sayyid som används för ättlingar till Hussein ibn Ali. Både Hasan och Hussein var barnbarn till profeten Muhammed, via äktenskapet mellan hans kusin Ali och hans dotter Fatima. Framstående sharifdynastier var idrisiderna och saadierna i Marocko, samt zayditerna i Jemen. Idag är sharifsläkten den regerande kungaätten i Hashimitiska kungadömet Jordanien, vars namn hämtats från Banu Hashim, den del av stammen qureish som profeten Muhammed tillhörde.
Shiiter använder termerna sayyid och habib för ättlingar till både Hasan och Hussein. 
Medlemmar av den hashimitiska släkten innehade mellan 1201 och 1925 befattningen Sharif av Mekka och dessutom mellan 1916 och 1925 titeln och ämbetet kung av Hijaz.